# Округа департамента Шаранта
Во французский департамент Шаранта входят округа:
- Ангулем (Angoulême)
- Коньяк (Cognac)
- Конфолан (Confolens)

## История
- 1790 год : создание департамента с шестью округами: Ангулем, Барбезье, Коньяк, Конфолан, Ла Рошфуко, Руффец.
- 1800 год : введено деление на округа: Ангулем, Барбезье, Коньяк, Конфолан и Руффец.
- 1926 год : расформированы округа Барбезье и Руффец
- 2008 год : 1 января — реформа административной системы с модификацией территориального охвата департаментов[1].